# Parc Jean-Moulin–Les Guilands
Le parc départemental Jean-Moulin–Les Guilands est un parc public situé sur les communes de Bagnolet et Montreuil, en Seine-Saint-Denis. D'une superficie de 26 hectares, il accueille chaque année 1,8 million de visiteurs. Il est issu de la fusion du parc Jean-Moulin et du parc des Guilands.

## Situation
Le parc recouvre une surface de 26 ha. La partie nord du parc se trouve sur le territoire de la commune de Bagnolet et la partie sud sur celui de Montreuil. Le parc dispose de six accès : trois à Bagnolet et trois à Montreuil. La station de métro la plus proche est Gallieni.

## Historique

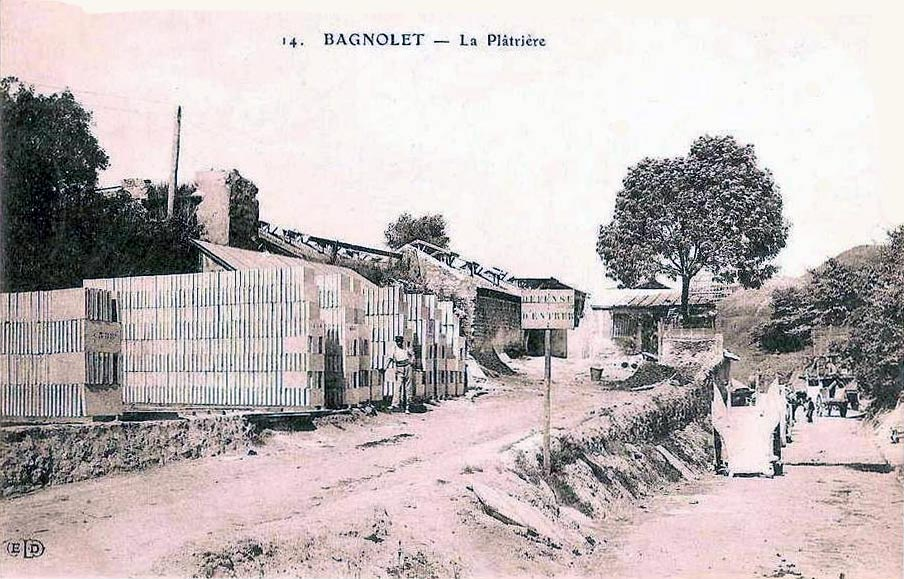
Bagnolet - La plâtrière.

Dès le XVIIe siècle, du gypse est extrait sur le territoire de l'actuel parc. Une première carrière de gypse est construite en 1865. Au début du XXe siècle, 250 ouvriers produisent chaque jour 60 000 tonnes de gypse et 250 tuiles sur le site. Ce gypse sert notamment à la construction de nombreuses maisons de style haussmannien à Paris. L'extraction de gypse prend fin en 1921 en raison des grèves faisant suite à de nombreux accidents. Jusque dans les années 1930 existant encore à cet endroit un chemin d'accès à la carrière.
En 1946, une piste de motocross est créée à l'emplacement des anciennes carrières. Elle accueille des compétitions internationales au début des années 1950. Dans les années 1960, le tracé de l'autoroute A3 traverse le domaine des anciennes carrières. Lors des travaux de construction, une partie des carrières est remblayée. L'autoroute est mise en fonction en 1969.
Après l'ouverture de l'autoroute, les quartiers résidentiels voisins doivent être protégés du bruit. Le parc Jean-Moulin est créé à Bagnolet. Dans le même temps, la commune de Montreuil interdit toute construction sur le domaine des Guilands. Mais les deux zones sont rapidement délaissées. En mai 2001, la décision est prise de relier ces deux domaines et de les convertir en un seul grand parc.
Le parc Jean-Moulin–Les Guilands est conçu par le cabinet d'architecture de Michel Pena. Les travaux d'aménagement, qui débutent en 2001, coûtent 6,25 millions d'euros. Le parc est inauguré en juin 2007.
En 2011, un jardin pédagogique de 0,13 ha est ouvert. Plusieurs variétés de plantes utiles y sont cultivées.
La Maison du parc, ouverte en juillet 2016, accueille diverses manifestations.

## Équipements et décorations
À l'entrée du parc depuis la rue Robespierre, se trouve l'œuvre À la santé de la Révolution réalisée par Ipoustéguy pour le bicentenaire de la Révolution. Elle comporte trois parties pyramidales en bronze et est illuminée la nuit. 
Au centre du parc se trouve la Grande Traverse, un pont piétonnier de 600 m qui relie les deux parties. Le pont est presque entièrement recouvert de gazon.
Le parc comprend une aire de sport avec une piste d'athlétisme et un terrain de football, ainsi qu'une cascade d'eau artificielle.

## Natura 2000
Le parc comporte un étang et plusieurs zones naturelles, intégrées au réseau Natura 2000 de Seine-Saint-Denis.
Les espaces boisés du nord et du sud du parc abritent plusieurs espèces d'oiseaux, dont la mésange (mésange bleue notamment), le roitelet à triple bandeau et le pic épeichette. Plusieurs terrains vagues, répartis à travers le parc, sont investis par les oiseaux et les insectes. 
Un étang est créé pour attirer les amphibiens et les insectes.

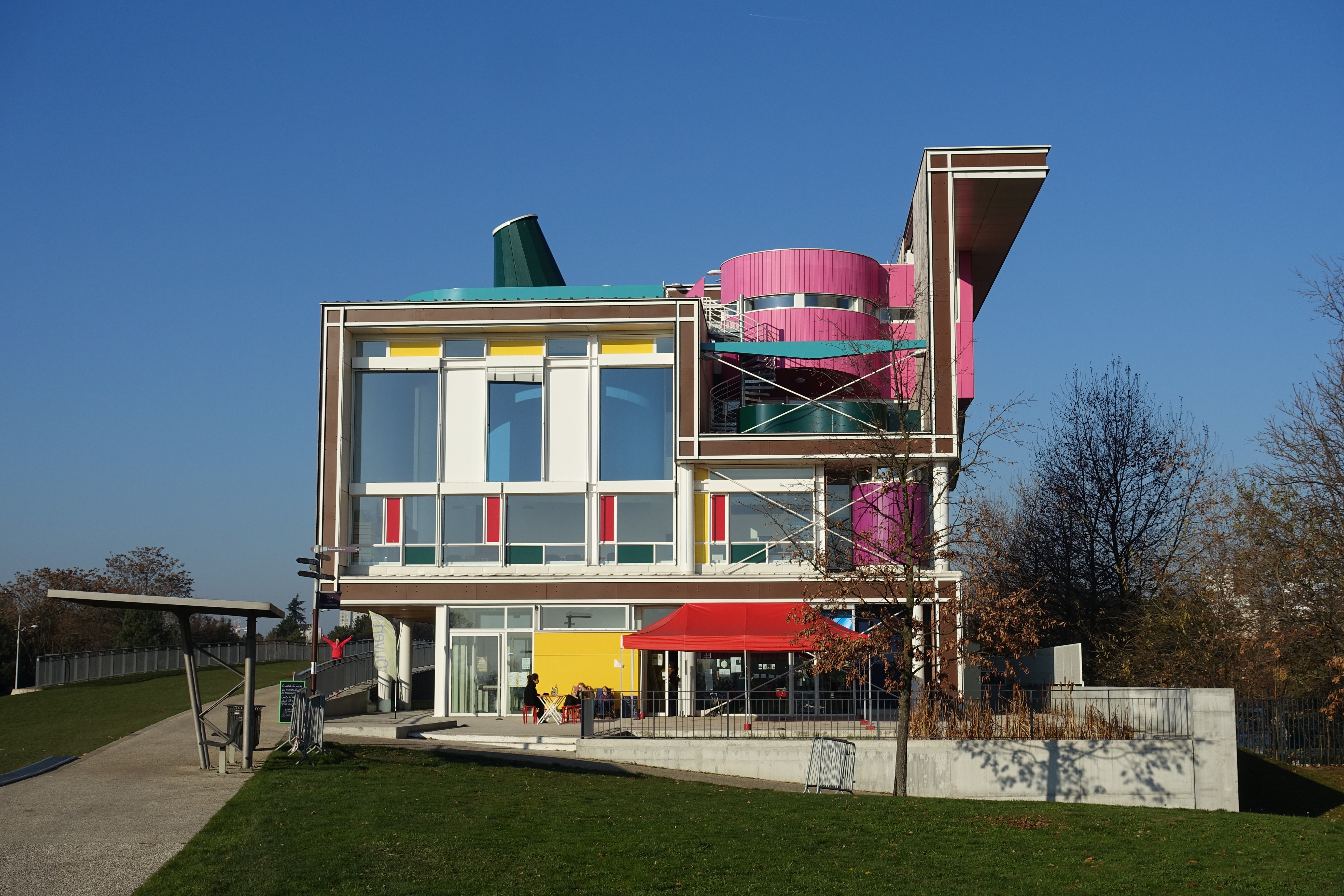
La Maison du parc
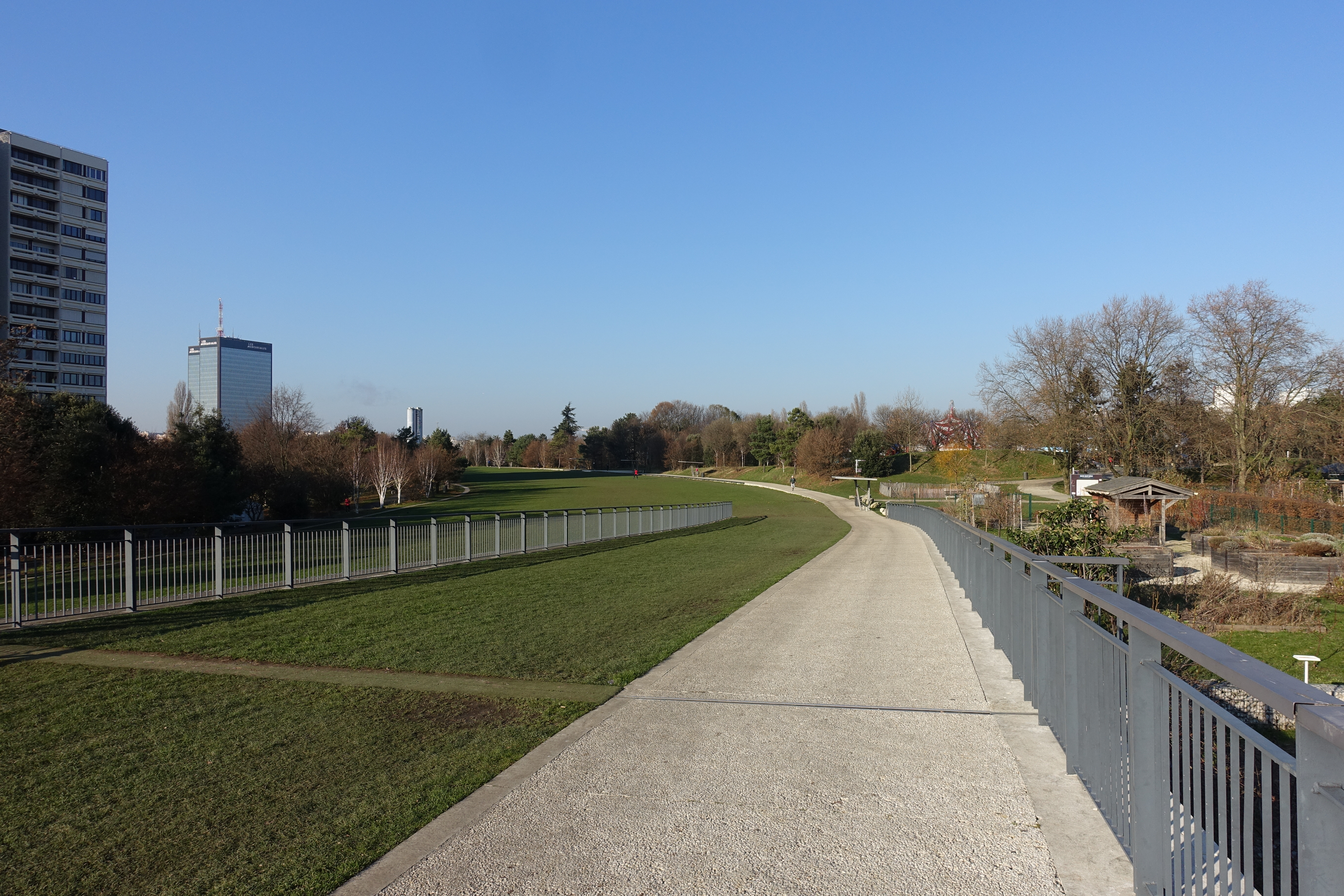
La Grande Traverse
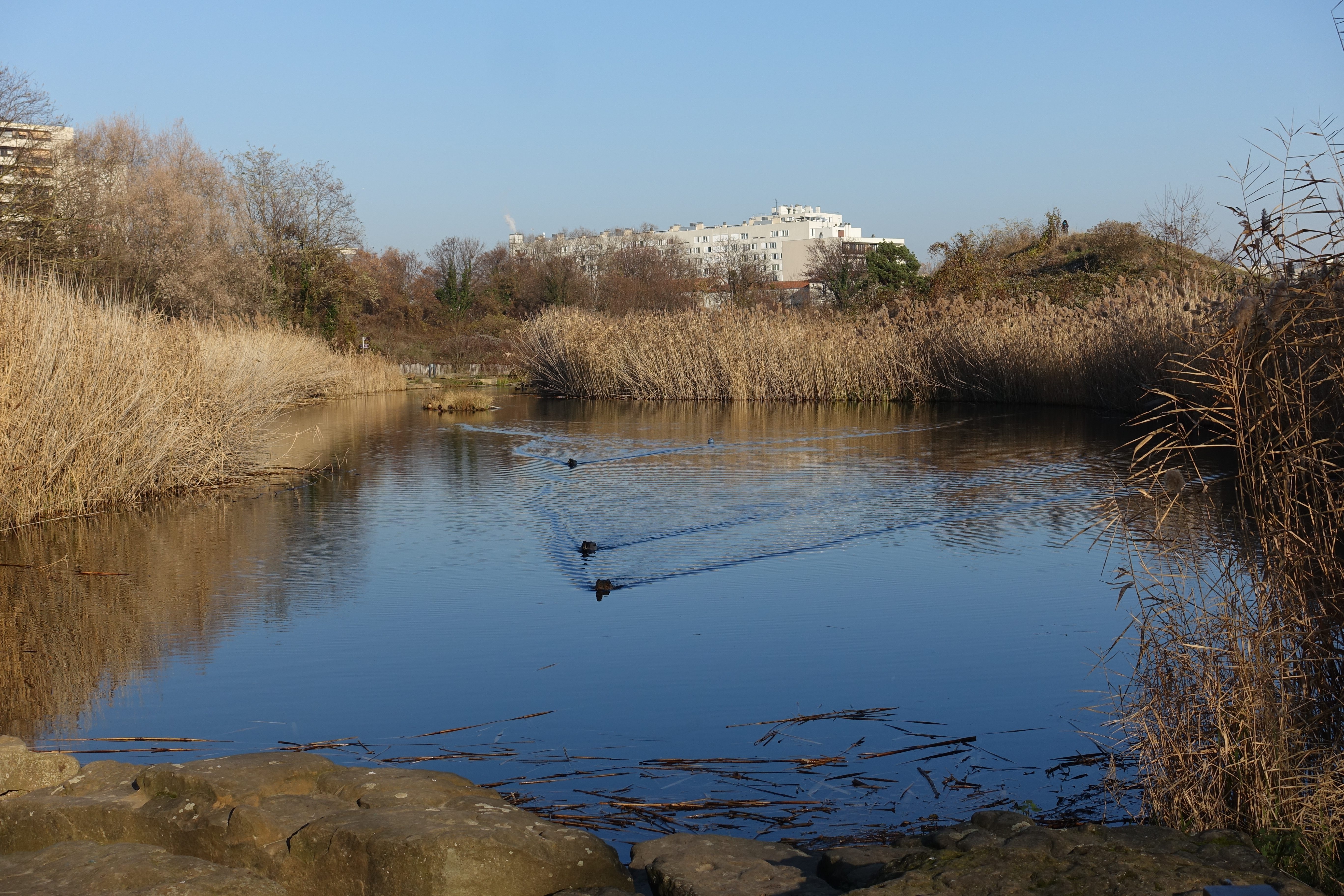
L'étang
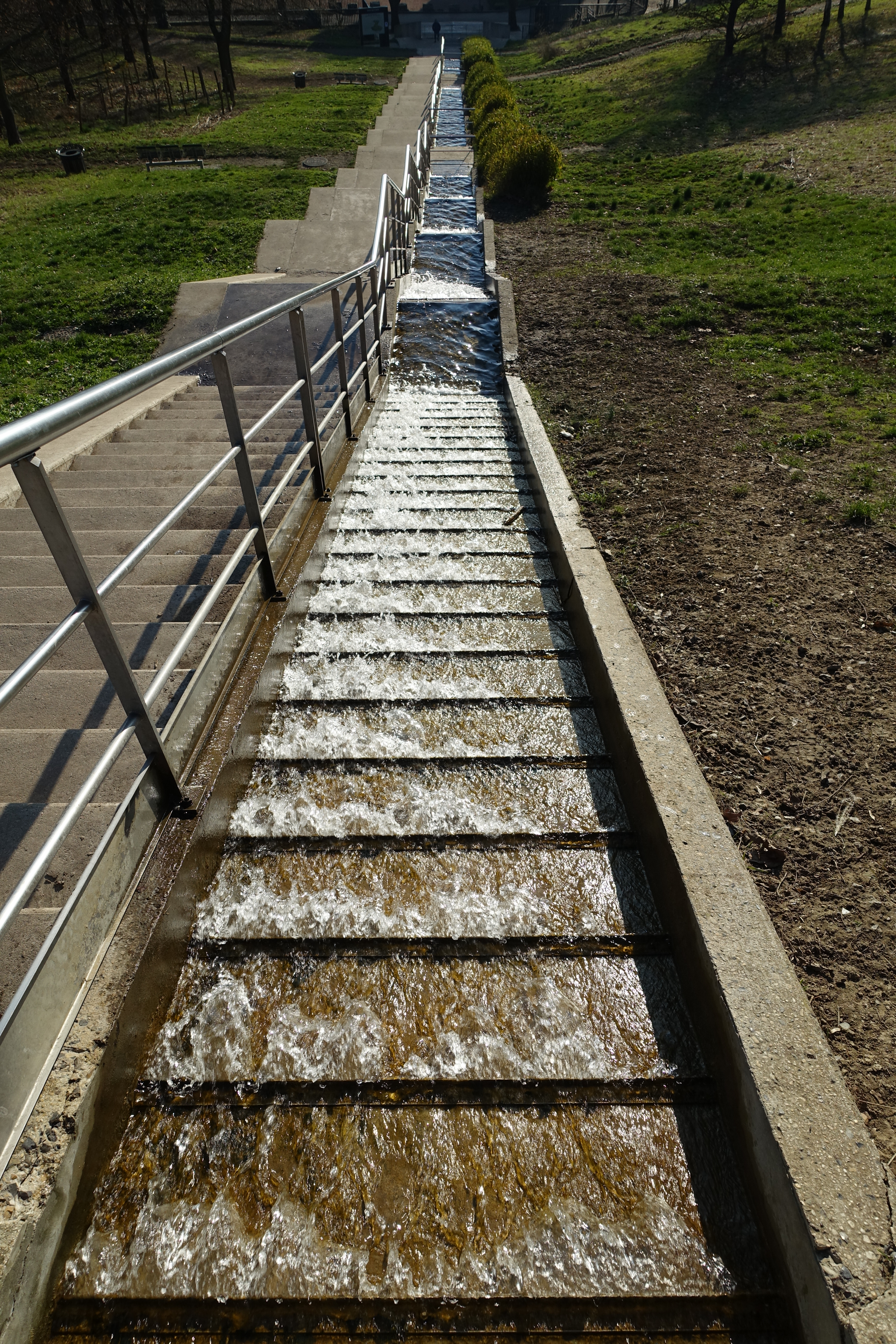
Les chutes d'eau
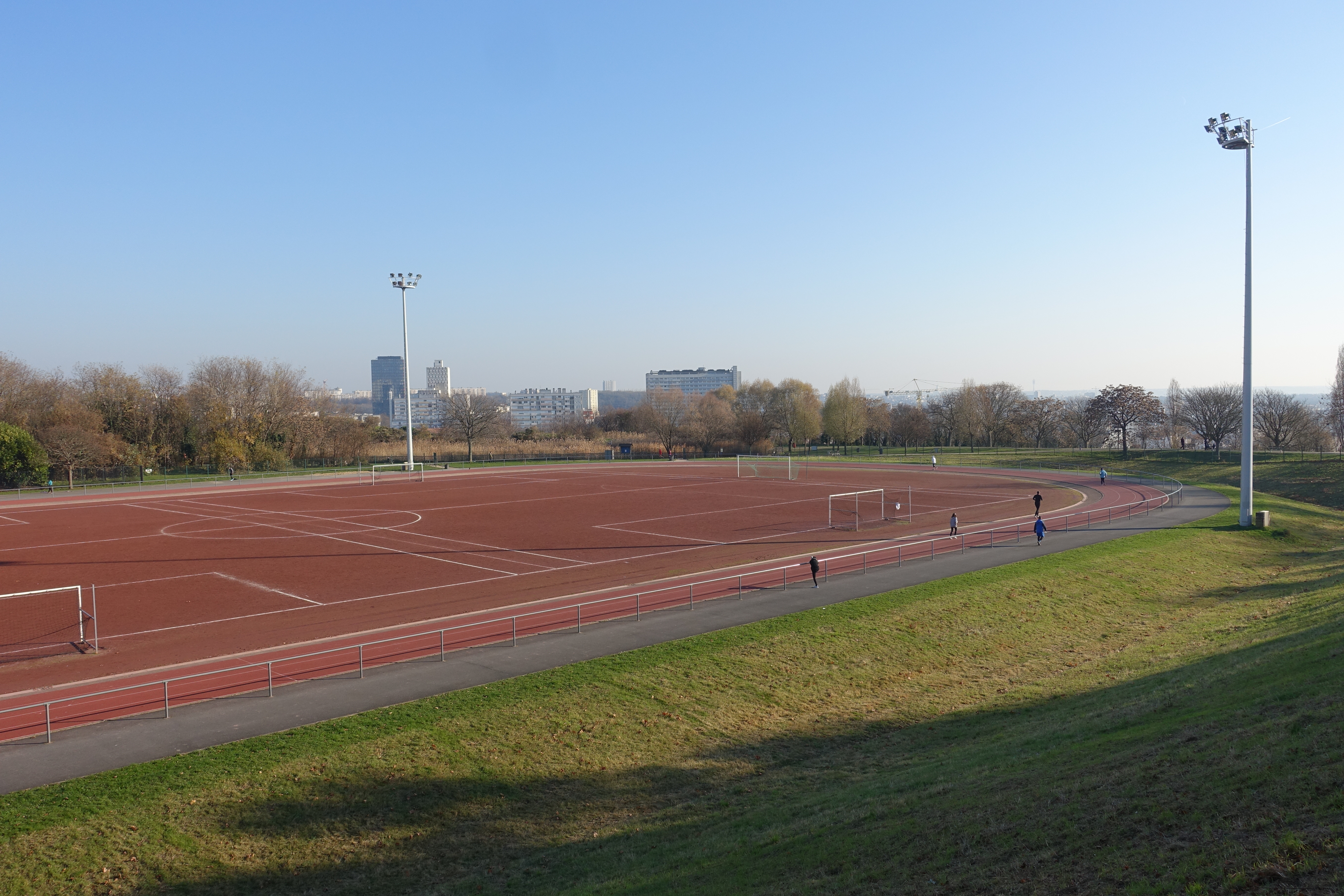
Piste d'athlétisme et terrain de football
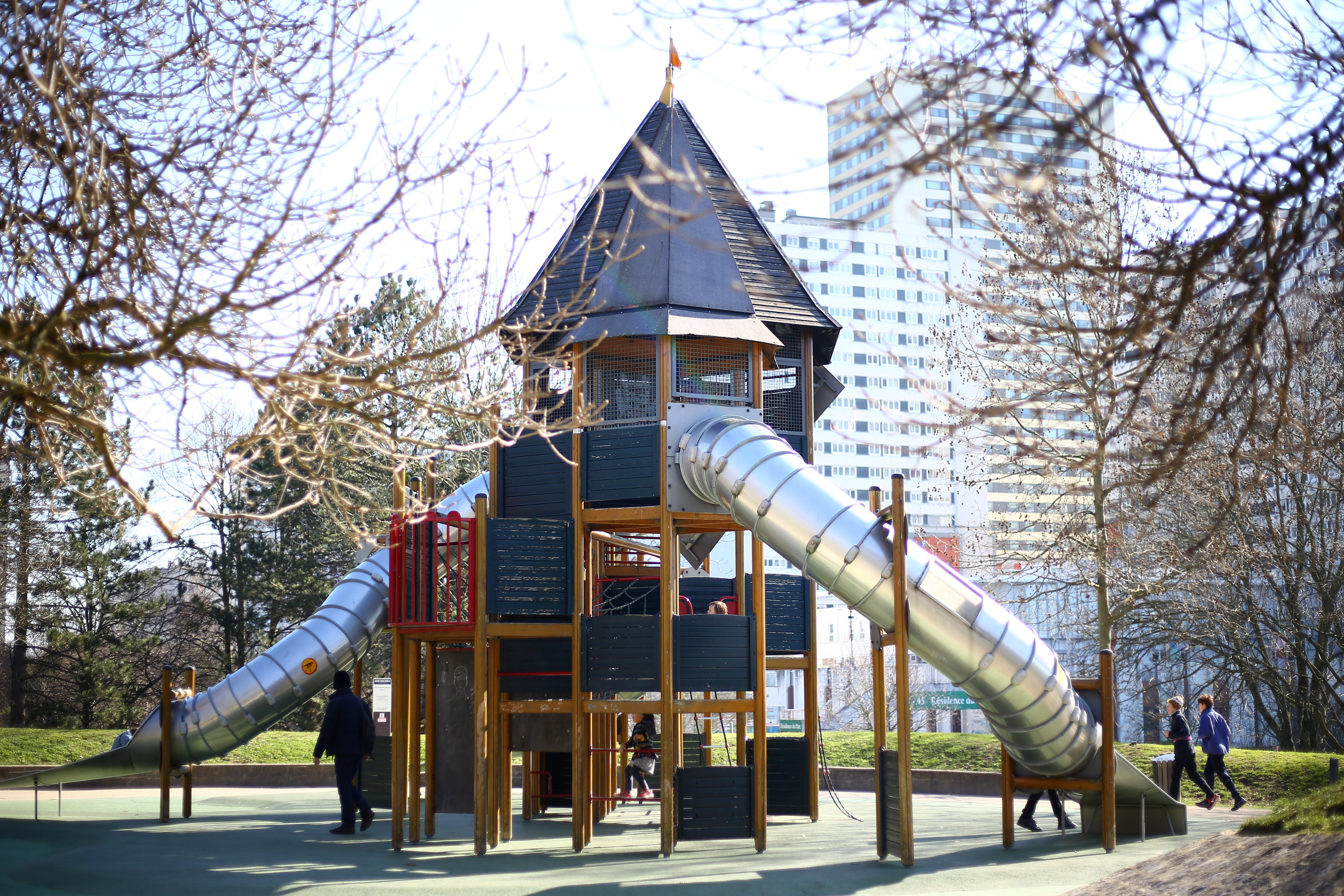
Terrain de jeux pour enfant « Le Moulin »